# حمادة متشعبة
الحمَادة المتشعبة (باللاتينية: Hammada ramosissima) نوع نباتي ينتمي إلى جنس الحمادة من الفصيلة القطيفية.

## الموئل والانتشار
موطنه بلاد الشام وتركيا.